# Masahiro Hamazaki
Masahiro Hamazaki (Prefectura d'Osaka, 14 de març de 1940 - 10 d'octubre de 2011) fou un futbolista japonès que disputà dos partits amb la selecció japonesa. Va guanyar el bronze en els Jocs Olímpics de Mèxic 1968.